# Grammy Awards 1962
Bei den Grammy Awards 1962 wurde zum vierten Mal der US-Musikpreis Grammy vergeben.
15 verschiedene Felder des Musikgeschäfts wurden ausgezeichnet und dabei 40 Preise vergeben.
Zum ersten Mal wurde auch ein Ehrengrammy für das Lebenswerk vergeben, erster Sonderpreisträger war Bing Crosby.

## Hauptkategorien
Single des Jahres (Record of the Year):
- „Moon River“ von Henry Mancini

Album des Jahres (außer Klassik) (Album Of The Year Other Than Classical):
- Judy at Carnegie Hall von Judy Garland

Song des Jahres (Song of the Year):
- „Moon River“ von Henry Mancini (Autoren: Henry Mancini, Johnny Mercer)

Bester neuer Künstler (Best New Artist):
- Peter Nero

## Pop
Beste weibliche Solo-Gesangsdarbietung (Best Solo Vocal Performance, Female):
- Judy at Carnegie Hall von Judy Garland

Beste männliche Solo-Gesangsdarbietung (Best Solo Vocal Performance, Male):
- Lollipops And Roses von Jack Jones

Beste Darbietung einer Gesangsgruppe (Best Performance By A Vocal Group):
- High Flying von Lambert, Hendricks & Ross

Beste Darbietung eines Chors (Best Performance By A Chorus):
- Great Band With Great Voices von den Johnny Mann Singers und dem Si Zentner Orchestra

Beste Darbietung eines Orchesters – Tanz (Best Performance By An Orchestra – For Dancing):
- Up A Lazy River von Si Zentner

Beste Darbietung eines Orchesters – ohne Tanz (Best Performance By An Orchestra – For Other Than Dancing):
- Breakfast At Tiffany's von Henry Mancini

Beste Rock-and-Roll-Aufnahme (Best Rock And Roll Recording):
- Let's Twist Again von Chubby Checker

## Rhythm & Blues
Beste R&B-Aufnahme (Best Rhythm & Blues Recording):
- Hit the Road Jack von Ray Charles

## Country
Beste Country-und-Western-Aufnahme (Best Country & Western Recording):
- Big Bad John von Jimmy Dean

## Jazz
Beste Jazz-Instrumentaldarbietung – Solist oder Kleingruppe (Best Jazz Performance – Soloist Or Small Group, Instrumental):
- André Previn Plays Harold Arlen von André Previn

Beste Jazz-Instrumentaldarbietung – Großgruppe (Best Jazz Instrumental Performance – Large Group, Instrumental):
- West Side Story von Stan Kenton

Beste Jazz-Originalkomposition (Best Original Jazz Composition):
- African Waltz von Cannonball Adderley (Komponist: Galt MacDermot)

## Gospel
Beste Gospel- oder andere religiöse Aufnahme (Best Gospel Or Other Religious Recording):
- Everytime I Feel The Spirit von Mahalia Jackson

## Folk
Beste Folk-Aufnahme (Best Folk Recording):
- Belafonte Folk Singers At Home And Abroad von den Belafonte Folk Singers

## Für Kinder
Beste Aufnahme für Kinder (Best Recording For Children):
- Prokofjew: Peter and the Wolf von den New Yorker Philharmonikern unter Leitung von Leonard Bernstein

## Sprache
Beste Aufnahme Dokumentation oder gesprochener Text ohne Comedy (Best Documentary Or Spoken Word Recording Other Than Comedy):
- Humor In Music von Leonard Bernstein

## Comedy
Beste Comedy-Darbietung (Best Comedy Performance):
- An Evening With Mike Nichols and Elaine May von Mike Nichols & Elaine May

## Musical Show
Bestes Original-Cast-Show-Album (Best Original Cast Show Album):
- How to Succeed in Business Without Really Trying von der Originalbesetzung mit Robert Morse, Rudy Vallee, Charles Nelson Reilly, Bonnie Scott, Claudette Southerland und Sammy Smith (Komponist: Frank Loesser)

## Komposition / Arrangement
Bestes Instrumentalthema oder beste Instrumentalversion eines Liedes (Best Instrumental Theme Or Instrumental Version Of A Song):
- African Waltz von Cannonball Adderley (Komponist: Galt MacDermot)

Bestes Soundtrack-Album oder beste Aufnahme von Film- oder Fernsehmusik (Best Sound Track Album Or Recording Of Score From Motion Picture Or Television):
- Breakfast at Tiffany's (Komponist: Henry Mancini)

Bestes Arrangement (Best Arrangement):
- Moon River von Henry Mancini

## Packages
Bestes Album-Cover, Klassik (Best Album Cover, Classical):
- Puccini: Madame Butterfly vom Orchester der Oper Rom unter Leitung von Gabriele Santini (Künstlerische Leitung: Marvin Schwartz)

Bestes Album-Cover, ohne Klassik (Best Album Cover, Other Than Classical):
- Judy at Carnegie Hall von Judy Garland (Künstlerische Leitung: Jim Silke)

## Produktion und Technik
Bester technischer Beitrag, Unterhaltungsmusik (Best Engineering Contribution, Popular Recording):
- Judy at Carnegie Hall von Judy Garland (Technik: Robert Arnold)

Bester technischer Beitrag – klassische Musik (Best Engineering Contribution, Classical Recording):
- Ravel: Daphnis et Chloé vom Boston Symphony Orchestra unter Leitung von Charles Münch (Technik: Lewis W. Layton)

Bester technischer Beitrag, besondere Effekte (Best Engineering Contribution, Novelty):
- Stan Freberg Presents The United States Of America von Stan Freberg (Technik: John Kraus)

## Klassische Musik
Klassik-Album des Jahres (Album Of The Year – Classical):
- Strawinski Conducts 1960: Le sacre du printemps; Petruschka  des Columbia Symphony Orchestra unter Leitung von Igor Strawinski

Beste klassische Orchesterdarbietung (Best Classical Performance – Orchestra):
- Ravel: Daphnis et Chloé vom Boston Symphony Orchestra unter Leitung von Charles Münch

Beste Opernaufnahme (Best Opera Recording):
- Puccini: Madame Butterfly von Victoria de los Ángeles, Jussi Björling, Miriam Pirazzini, Mario Sereni und dem Orchester der Römer Oper unter Leitung von Gabriele Santini

Beste Chor-Darbietung (ohne Oper) (Best Classical Performance – Choral Other Than Opera):
- Bach: h-Moll-Messe vom Robert Shaw Orchester und Chor

Beste klassische Soloinstrument-Darbietung mit Orchester (Best Classical Performance – Instrumental Soloist With Orchestra):
- Bartók: Violinkonzert Nr. 1 von Isaac Stern und dem Philadelphia Orchestra unter Leitung von Eugene Ormandy

Beste klassische Soloinstrument-Darbietung ohne Orchester (Best Classical Performance – Instrumental Soloist Without Orchestra):
- Reverie For Spanish Guitar  von Laurindo Almeida

Beste Kammermusik-Darbietung (Best Classical Performance – Chamber Music):
- Beethoven: Serenade op. 8 / Kodály: Duo für Violine und Cello op. 7 von Jascha Heifetz, Gregor Piatigorsky und William Primrose

Beste klassische Solo-Gesangsdarbietung (mit oder ohne Orchester) (Best Classical Performance – Vocal Soloist With Or Without Orchestra):
- The Art Of The Prima Donna von Joan Sutherland und dem Royal Opera House Orchestra unter Leitung von Francesco Molinari-Pradelli

Beste zeitgenössische Klassik-Komposition (Best Contemporary Classical Composition):
- Discantus von Laurindo Almeida
- Mouvements für Klavier und Orchester von Igor Strawinski

## Lifetime Achievement Grammy Award
- Bing Crosby